# Torneo Nacional de Clubes Femenino 2019
El Torneo Nacional de Clubes Femenino 2019 fue la novena edición del torneo más importante de rugby que agrupa a los clubes de Argentina.
El torneo se llevó a cabo en la ciudad de Junín. Centro Naval derrotó al vigente campeón, Universidad de Córdoba, por 5 a 0 y se consagró campeón por primera vez en su historia.

## Formato
El torneo se dividió en cuatro grupos de cuatro equipos, donde el primero de cada grupo avanzó a las semifinales.

## Equipos participantes
| Club                            | Ciudad                |
| ------------------------------- | --------------------- |
| Aguará Guazú                    | Aguilares             |
| La Plata                        | La Plata              |
| Universidad de Córdoba          | Córdoba               |
| Argentino                       | Bahia Blanca          |
| Deportivo Portugués             | Comodoro Rivadavia    |
| Centro Naval                    | Buenos Aires          |
| Pumai                           | Maipú                 |
| Old Resian                      | Rosario               |
| Carayá                          | Eldorado              |
| Universitario de Córdoba        | Córdoba               |
| Cha Roga                        | Santa Fe              |
| Palihue                         | Bahia Blanca          |
| CAPRI                           | Posadas               |
| Universitario de Villa Mercedes | Villa Mercedes        |
| Cardenales                      | San Miguel de Tucumán |
| Catriel                         | Catriel               |

## Fase de grupos

### Zona 1
| Posición | Equipos                | Partidos |
| -------- | ---------------------- | -------- |
| 1°       | Universidad de Córdoba | 3        |
| 2°       | Argentino              | 3        |
| 3°       | La Plata               | 3        |
| 4°       | Deportivo Portugués    | 3        |

### Zona 2
| Posición | Equipos      | Partidos |
| -------- | ------------ | -------- |
| 1°       | Centro Naval | 3        |
| 2°       | Cardenales   | 3        |
| 3°       | Palihue      | 3        |
| 4°       | Pumai        | 3        |

### Zona 3
| Posición | Equipos                  | Partidos |
| -------- | ------------------------ | -------- |
| 1°       | Universitario de Córdoba | 3        |
| 2°       | Aguará Guazú             | 3        |
| 3°       | Old Resian               | 3        |
| 4°       | Carayá                   | 3        |

### Zona 4
| Posición | Equipos                         | Partidos |
| -------- | ------------------------------- | -------- |
| 1°       | Cha Roga                        | 3        |
| 2°       | CAPRI                           | 3        |
| 3°       | Universitario de Villa Mercedes | 3        |
| 4°       | Catriel                         | 3        |

## Fase final
|  | Semifinales | Semifinales              | Semifinales            |                        |              | Final        | Final | Final |  |
|  |             |                          |                        |                        |              |              |       |       |  |
|  |             |                          |                        |                        |              |              |       |       |  |
|  | 1           | Centro Naval             | 24                     |                        |              |              |       |       |  |
|  | 1           | Centro Naval             | 24                     |                        |              |              |       |       |  |
|  | 4           | Universitario de Córdoba | 7                      |                        |              |              |       |       |  |
|  | 4           | Universitario de Córdoba | 7                      |                        | Centro Naval | Centro Naval | 5     |       |  |
|  |             |                          |                        |                        | Centro Naval | Centro Naval | 5     |       |  |
|  |             |                          | Universidad de Córdoba | Universidad de Córdoba | 0            |              |       |       |  |
|  | 3           | Cha Roga                 | Universidad de Córdoba | Universidad de Córdoba | 0            | 0            |       |       |  |
|  | 3           | Cha Roga                 |                        |                        |              | 0            |       |       |  |
|  | 2           | Universidad de Córdoba   | 36                     |                        |              |              |       |       |  |
|  | 2           | Universidad de Córdoba   | 36                     |                        |              |              |       |       |  |
|  |             |                          |                        |                        |              |              |       |       |  |

| Campeón Centro Naval |